# Aitena Portugal
A Aitena Portugal é um operador logístico que tem como objectivos desenvolver cadeias de abastecimento em vários sectores industriais por toda a Península Ibérica.
A FCC logística é uma empresa com origem em Espanha. Esta faz parte do sector logístico do Grupo FCC (Fomento de Construcciones Y Contratas, SA) (Aitena, 2001).

## Aitena Portugal
A Aitena Portugal/FCC Logística é um dos líderes no sector da logistica em Portugal desde 1997, ano em que se instalou em Azambuja. Antes disso, desde 1992, que presta os seus serviços em Portugal.
Esta possui no nosso país de 6 centros de distribuição e uma plataforma estratégicamente localizados, conseguindo com isto fornecer os seus serviços (Distribuição, Informação, etc.) de uma forma mais eficaz.
É uma empresa razoavelmente jovem, mas também é ja uma empresa de renome em Portugal na área da logística. Conseguiu este sucesso com a ajuda e experiências de outras empresas do grupo FCC/Logística, mas também com a organização e criativadade da sua equipa (Aitena, 2001).

## Serviços
O grupo Aitena destina-se, entre outras funcionalidades, a 5 tipos de serviços, são eles (Aitena, 2001):
- Armazenagem;
- Administração;
- Manipulação;
- Transformação;
- Distribuição.

## Curiosidades
A empresa Aitena Portugal está situada, num ranking, de 1000 empresas no 166º lugar, com os seguintes valores (Forúm empresarial, 2003):
- Nome: Aitena de Portugal-Armazagem, Transporte e Distrib.Mercadorias,SA
- Actividade: Armazenagem não frigorifica
- CAE (Classificação de Actividades Económicas: 63122
- Número de empregados: 108
- Capital: 271.845€
- Volume de Negócios: 14.847.588€
- Ano: 2001